# Лауфер, Марк Яковлевич
Марк Я́ковлевич Ла́уфер — советский и российский кораблестроитель и математик.

## Биография
Родился 16 июля 1931 года в городе Россошь Воронежской области. В 1949 году окончил среднюю школу № 30 гор. Чкалова (сейчас — гор. Оренбург). Тогда же поступил в Ленинградский кораблестроительный институт (сейчас — Санкт-Петербургский государственный морской технический университет), который окончил в 1955 году. Инженер-механик. Вся трудовая деятельность (1955—1994 гг.) связана с Северным машиностроительным предприятием (изначально — «Завод № 402», сейчас — ОАО ПО «Севмаш») в гор. Северодвинске (до переименования в 1957 году — гор. Молотовск) Архангельской области. Прошел путь от пом. мастера участка цеха до заместителя Главного конструктора завода по проектированию подшипников (1964 год), заместителя начальника Специального конструкторского бюро (1977 год). В 1978 году организовал и по 1994 год в должности Главного конструктора возглавлял Специальное конструкторско-технологическое бюро. Почётный ветеран Севмаша.
Скончался 28 июня 2016 года в Северодвинске, похоронен на городском кладбище «Миронова гора», уч. 1н.

## Конструкторская деятельность
Является автором ряда запатентованных изобретений и разработок, связанных с производственной деятельностью. Имеет 23 авторских свидетельства на изобретения открытого типа в области конструкций судовых подшипников, судовых винтов, торпедных аппаратов и др. Основная разработка гражданского профиля — экскурсионный дизель-электрический подводный аппарат «Дельфин». Реализована на уровне технического проекта.

## Научная деятельность
Основная область научных интересов — космология и волновые процессы. На основе оригинального решения уравнения Фурье им получен новый способ разделения переменных при решении линейных дифференциальных уравнений в частных производных. Это привело его к новым физическим результатам (открытию новых физических явлений) в области природы покраснения световых волн и новой модели распространения поперечных волн во Вселенной. М. Я. Лауфер разработал оригинальный метод решения уравнения Риккати в аналитической форме, «что не удавалось до него никому». Основные результаты изложены в труде — «Лауфер М. Я. Избранные задачи математической физики. Сборник статей — Северодвинск, 2005»